# Artigo Sétimo da Constituição dos Estados Unidos
O Artigo Sétimo da Constituição dos Estados Unidos é o artigo que definiu o número de ratificações estaduais necessário para que a Constituição dos Estados Unidos entrasse em vigor e prescreveu o método que seria utilizado para que isso acontecesse. Sob os termos do artigo VII, convenções de ratificação constitucional foram feitas em cada um dos treze estados, sendo que para a Constituição passar a vigorar, era necessária a ratificação de nove estados. Delaware foi o primeiro estado a ratificar a constituição, fazendo isso em 7 de dezembro de 1787. Em 21 de junho de 1788, Nova Hampshire se tornou o nono estado a ratificar o texto, garantido que este passasse a vigorar. Rhode Island foi o último estado a ratificar a constituição sob os termos do artigo VII ao fazer isso em 29 de maio de 1790.

## Texto
As ratificações feitas por convenções de nove estados deverão ser o suficiente para o estabelecimento dessa Constituição entre os estados, portanto ratificando-a.